# Huize Vreewijk
Huize Vreewijk (Vreewijkstraat 8, Leiden) werd ca. 1775 gebouwd als buitenplaats. Het is naamgever van de buurt Vreewijk in Leiden.

## Geschiedenis
De buitenplaats (toen nog Spawijck geheten) is tussen 1712 en 1728 ontstaan uit samenvoeging van diverse stukken grond door een zekere Pieter Marcus om zo een grote speeltuin te vormen. J.J. de Martines, de volgende eigenaar, vergrootte het terrein aanzienlijk door aankoop van een kleerblekerij. Rond 1775 liet Mr. H. van Buuren het herenhuis bouwen. In 1800 wordt Spawijck omschreven als een aanzienlijk buiten met herenhuis, koepel, tuinmanswoning, menagerie in een 'Engelse tuin' met waterpartijen. In 1848 wordt het gekocht door Prof. J.M. Schrant en wordt Spawijck omgedoopt tot Vreewijk. Rond 1860 werd het huis ingrijpend verbouwd en kreeg het zijn huidige neoclassicistische uiterlijk. In 1881 werd de buitenplaats Vreewijk verkocht aan projectontwikkelaar Hendrik Swaan, waarna de aanleg van de woonwijk Vreewijk begon als de eerste planmatige uitbreiding van Leiden buiten de singels. Het herenhuis bleef gespaard en werd tot 1949 particulier bewoond.

## Bewoners / Eigenaren

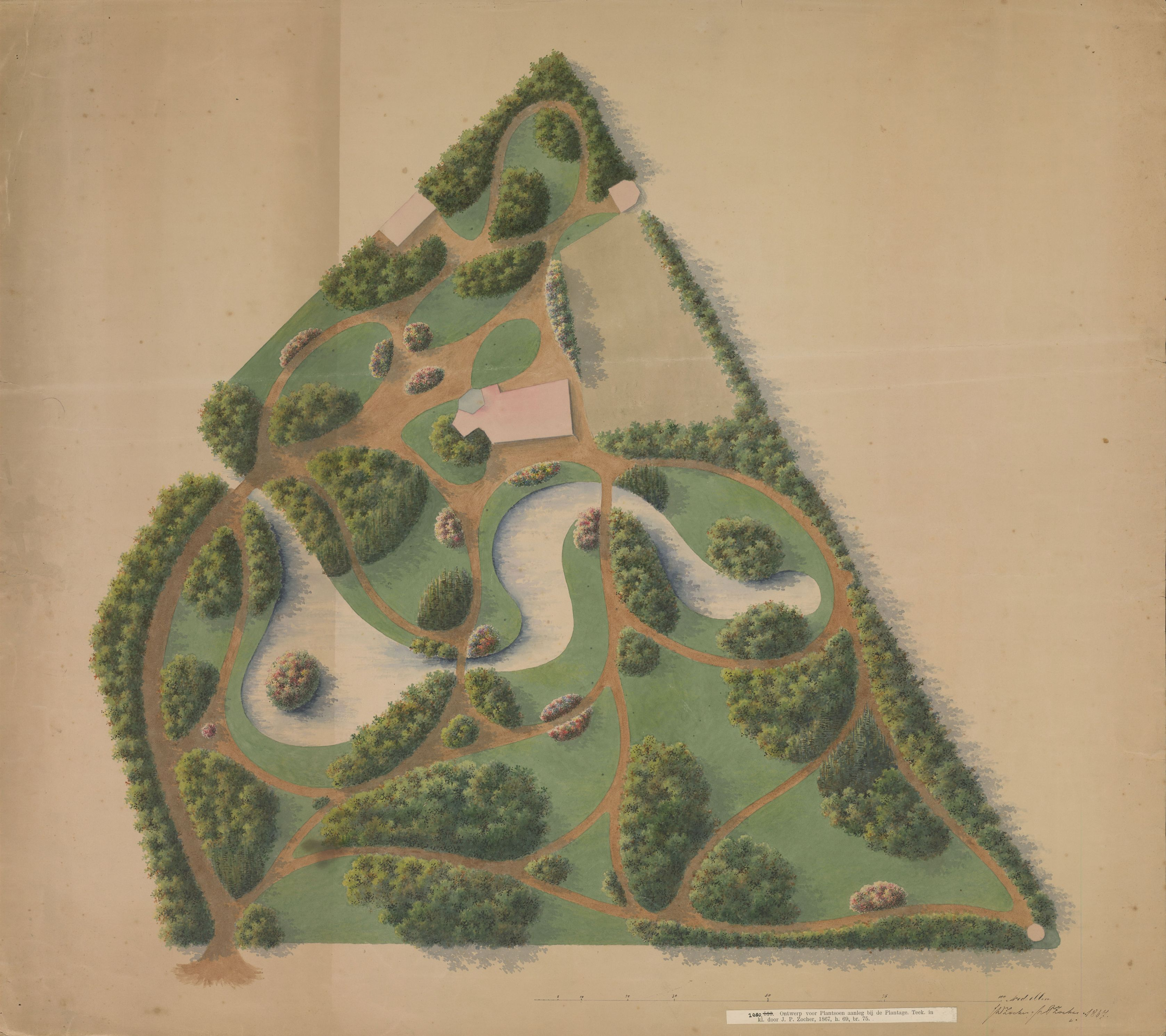
Tekening van Buitenplaats Vreewijk (1867)

- 1712 - 1744 Pieter Marcus x Catharina van Hoogenhouck
- 1744 - 1761 Catharina van Hoogenhouck
- 1761 - 1767 Jacques Imbert de Martines
- 1767 - 1789 Hendrik van Buuren x Anthonia Marcus
- 1790 - 1800 Catharina van Buuren
- 1800 - 1827 Aegidius Willekens Gilissen (tevens eigenaar van de buitenplaats Groenhoven[1])
- 1827 - 1827 Abraham Machielse
- 1827 - 1829 Jacobus Hirschig x Hendrica W.P. Schellinck
- 1829 - 1833 Hendrica W.P. Schellinck
- 1833 - 1866 Johannes Matthias Schrant
- 1866 - 1867 Anna Maria Schrant
- 1867 - 1881 Johannes Adriaan Boogaard x Adriana Johanna Rijshouwer
- 1881 - 1898 Hendrik W.J.C. Swaan
- 1898 - 1907 Hendrik Paulus Wijsman
- 1907 - 1946 Hendrik Marius van Nes x Sophia Adriana Catharina van der Pol
- 1946 - 1949 Adriana Catharina van Nes[bron?]

## Gebruik na 1949
In 1949 werd "Huize Vreewijk" verkocht aan de diaconie van de Hervormde Gemeente. Na diverse aanpassingen werd het op 26 september 1950 als Nederlands Hervormd tehuis voor ouden van dagen geopend. In 1983 werd huize Vreewijk opnieuw grondig verbouwd, waarbij het oorspronkelijke interieur grotendeels verloren ging. Gelijktijdig met de verbouwing werd op de plaats van de aangrenzende panden een appartementengebouw neergezet (adres Vreewijkstraat 4). Het complex werd in gebruik genomen als instelling voor geestelijke gezondheidszorg. Het oudste (witte) deel van pand heeft nu de status van gemeentelijk monument.
Anno 2005 werden huis en belendende percelen opnieuw verbouwd. Sindsdien is Huize Vreewijk (Vreewijkstraat 8) onderdeel van GGZ Rivierduinen als woonvoorziening. Vreewijkstraat 4 (verbouwd in 2007, gerenoveerd in 2022) is in gebruik als woonvoorziening voor mensen met een verstandelijke beperking, als onderdeel van  de stichting Gemiva.

## Fotogalerij

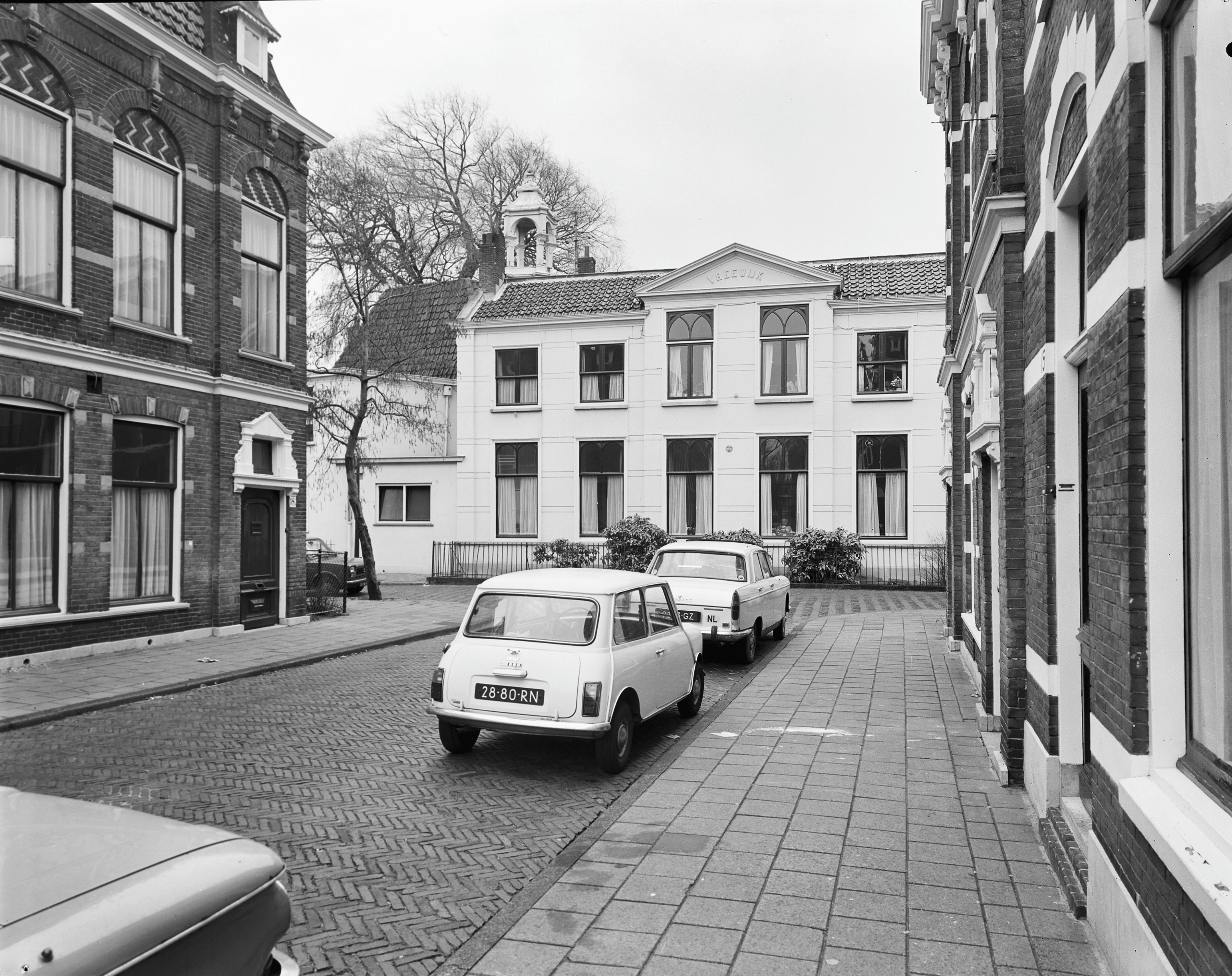
Voorgevel, 1974
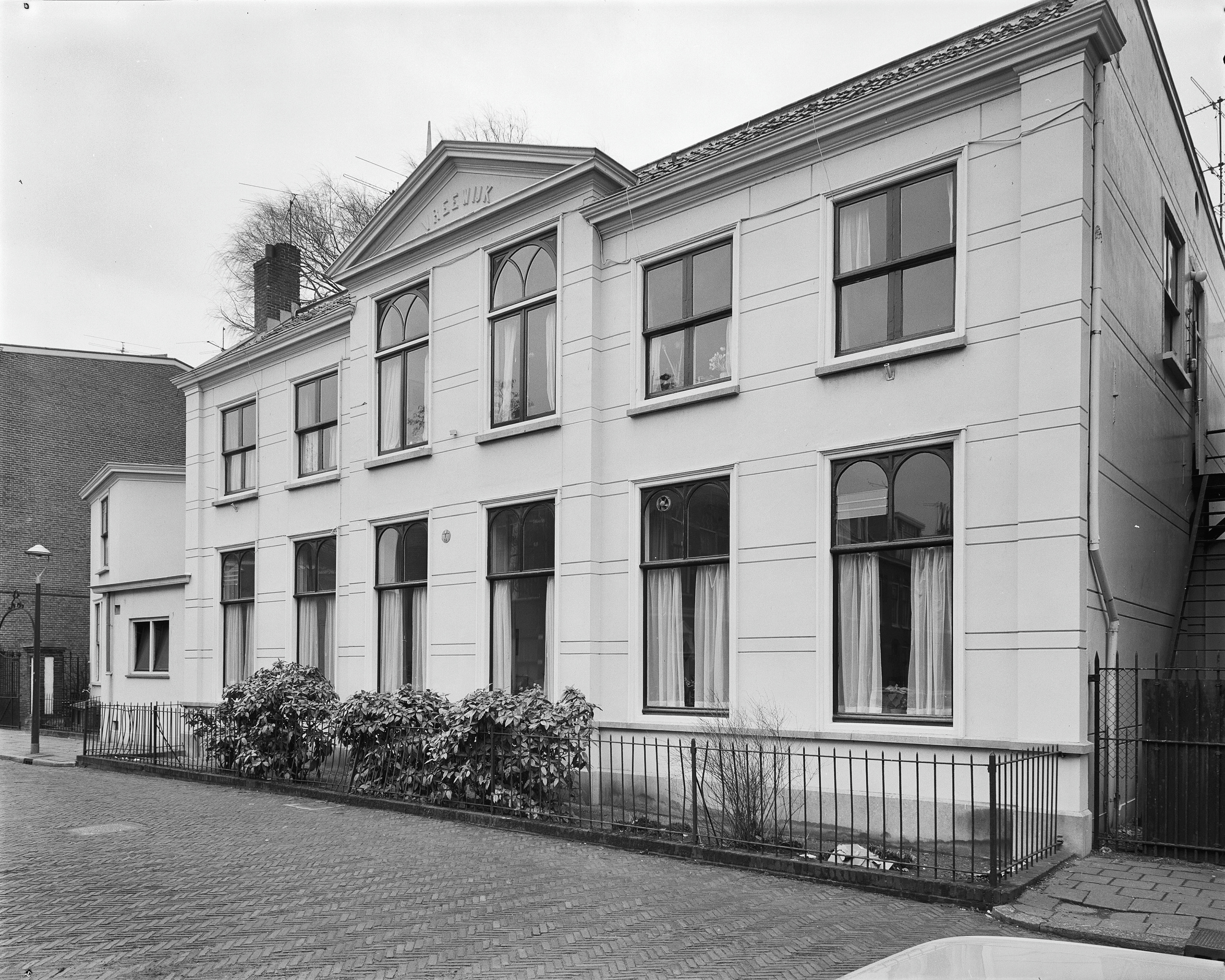
Voorgevel, 1974
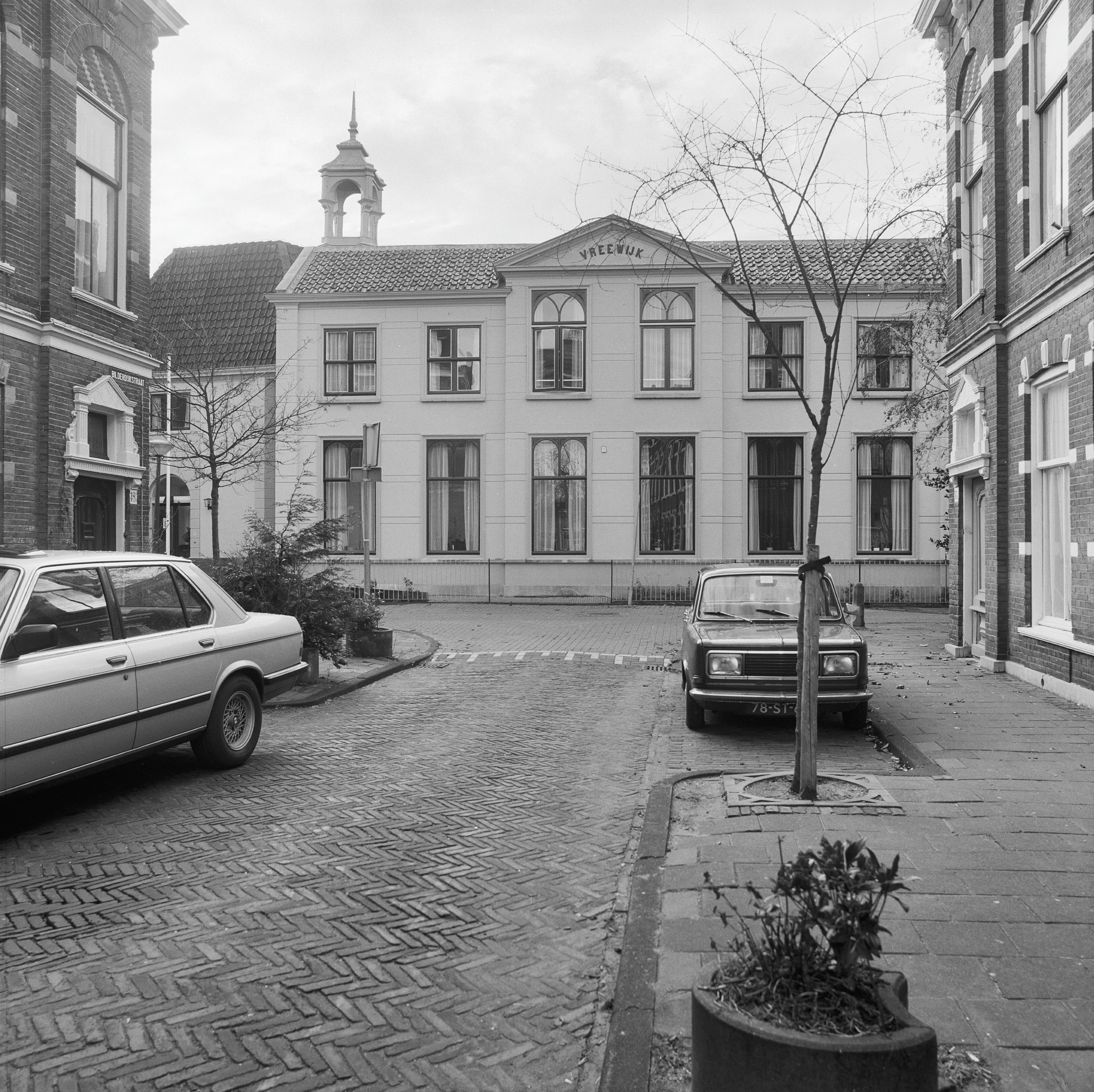
Voorgevel, 1986
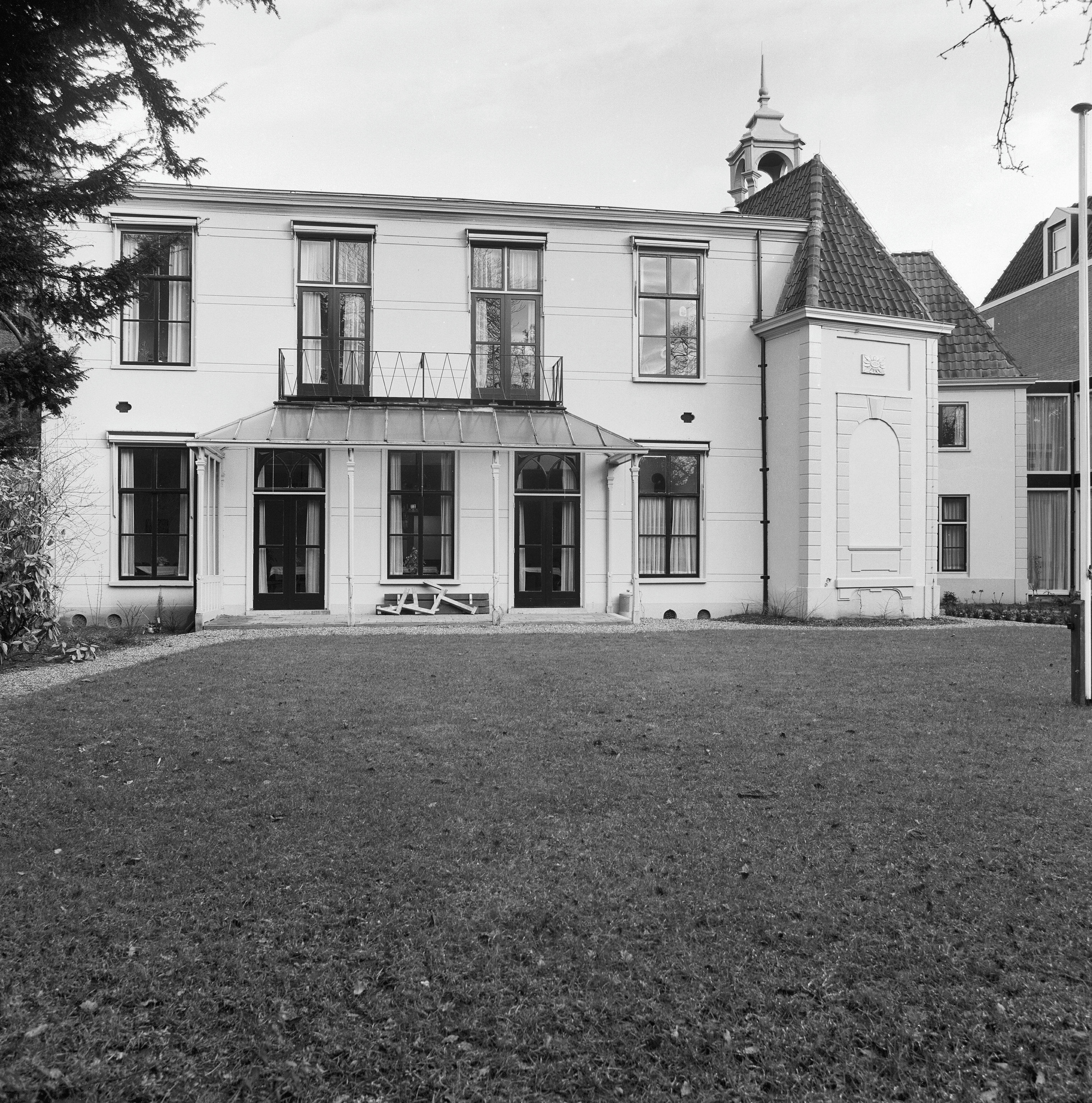
Achtergevel, 1986
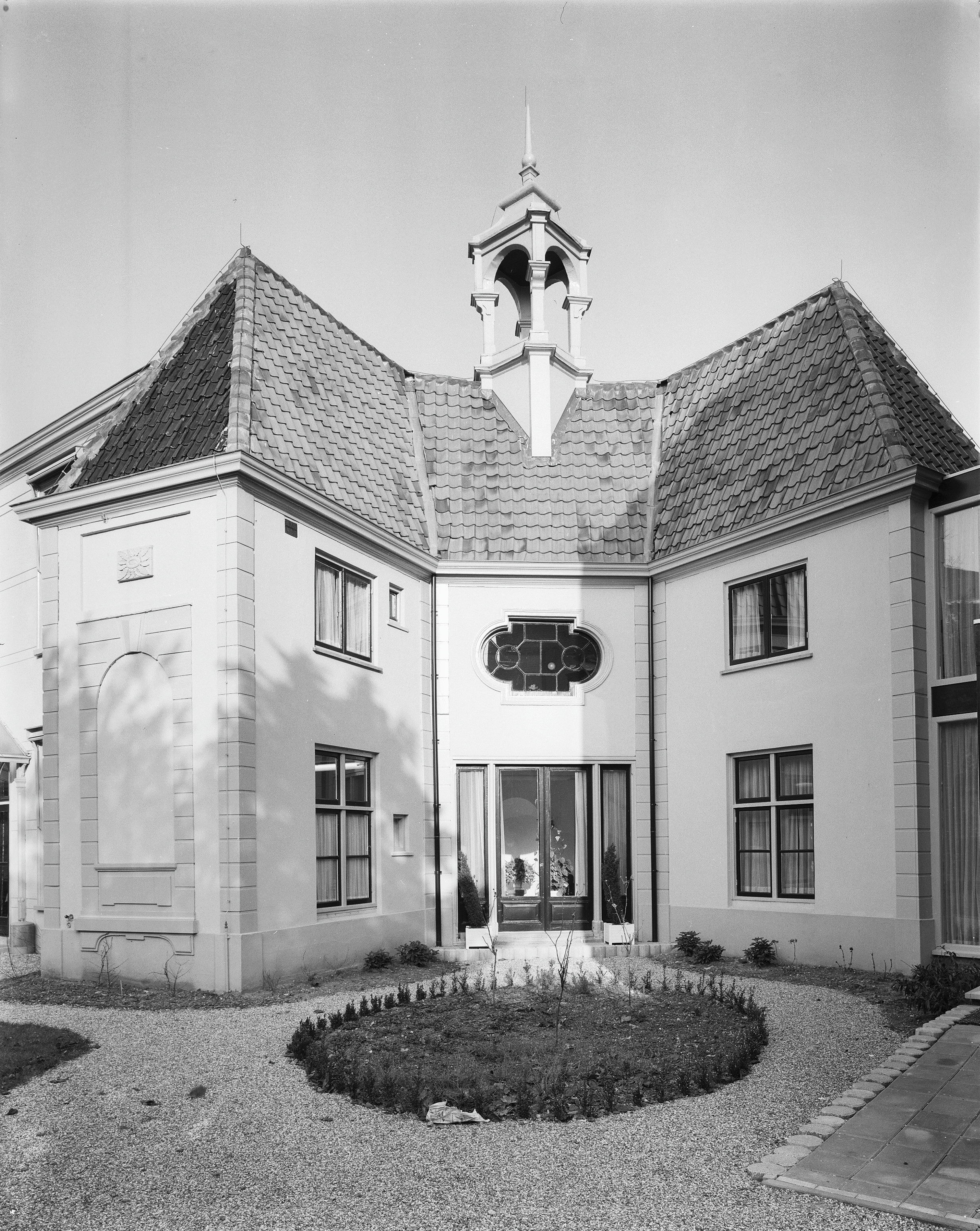
Linkerzijgevel, 1986
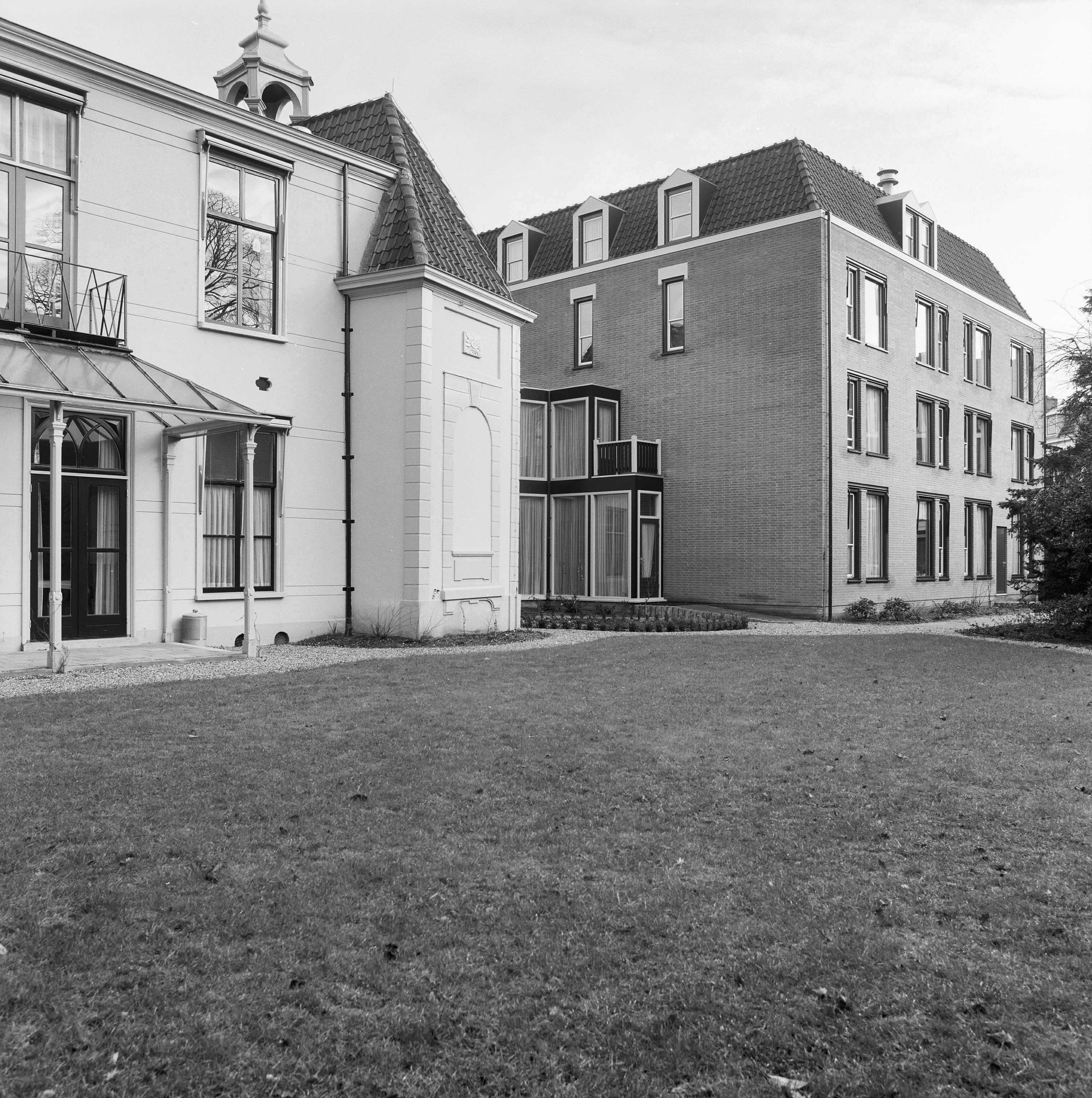
Gedeelte achtergevel plus nieuwbouw, 1986
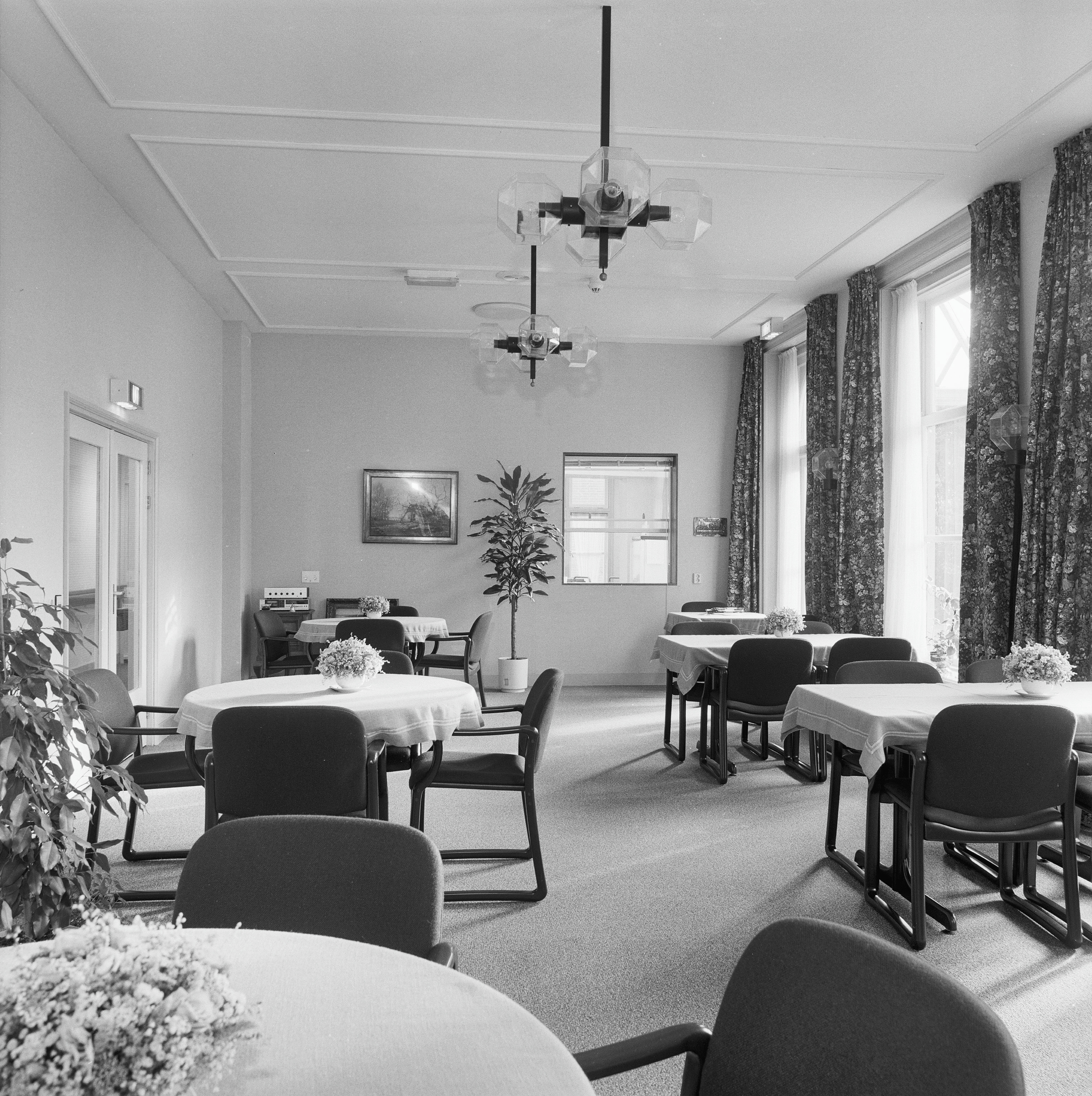
Eetzaal, 1986
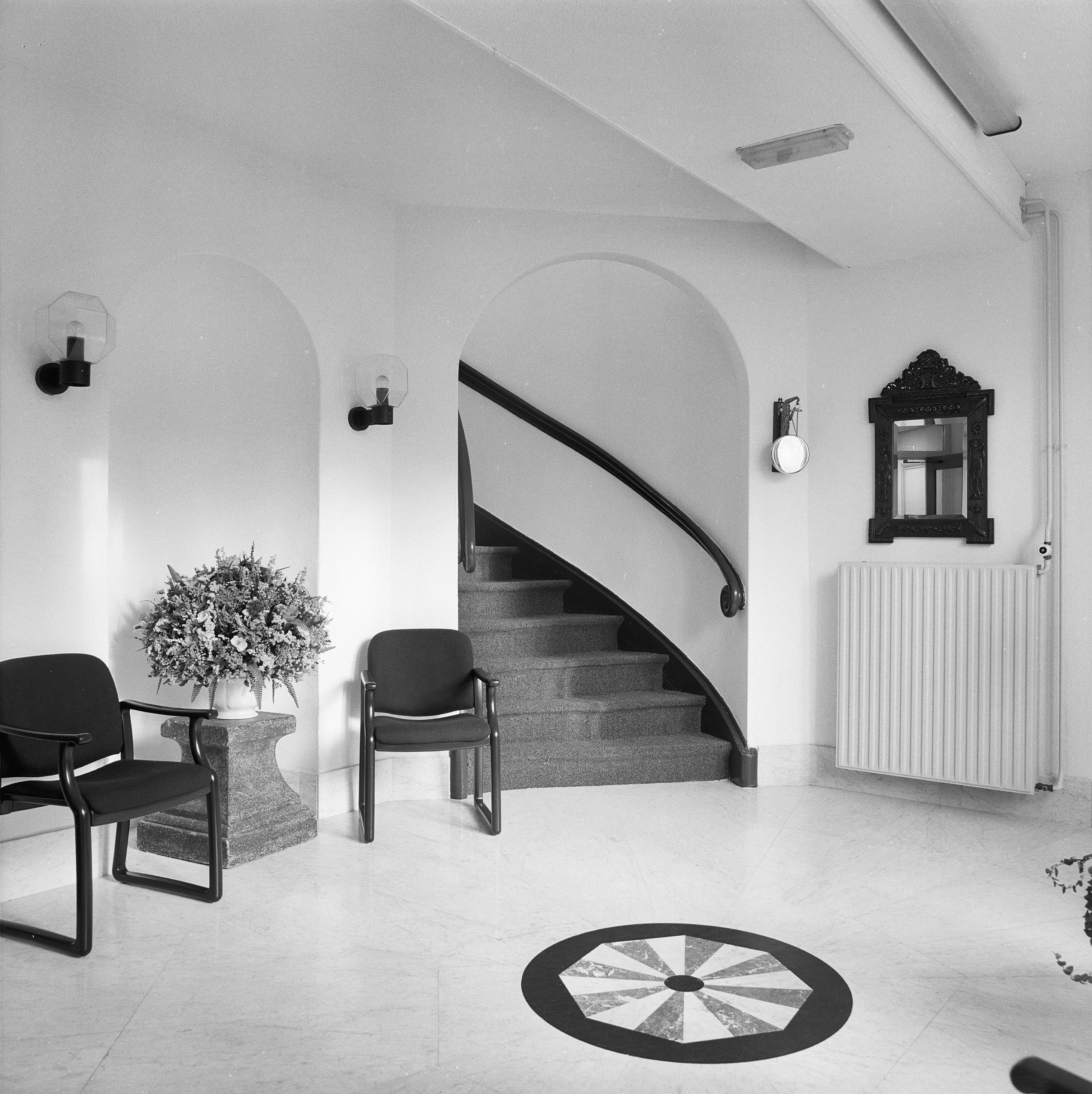
Hal, 1986